# Jarosław Iwaszkiewicz

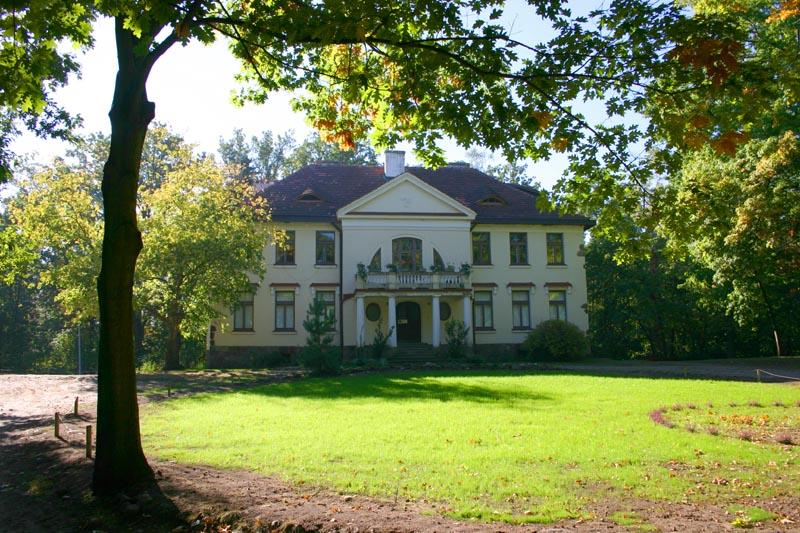
Vila familiei Iwaszkiewicz în Stawisko

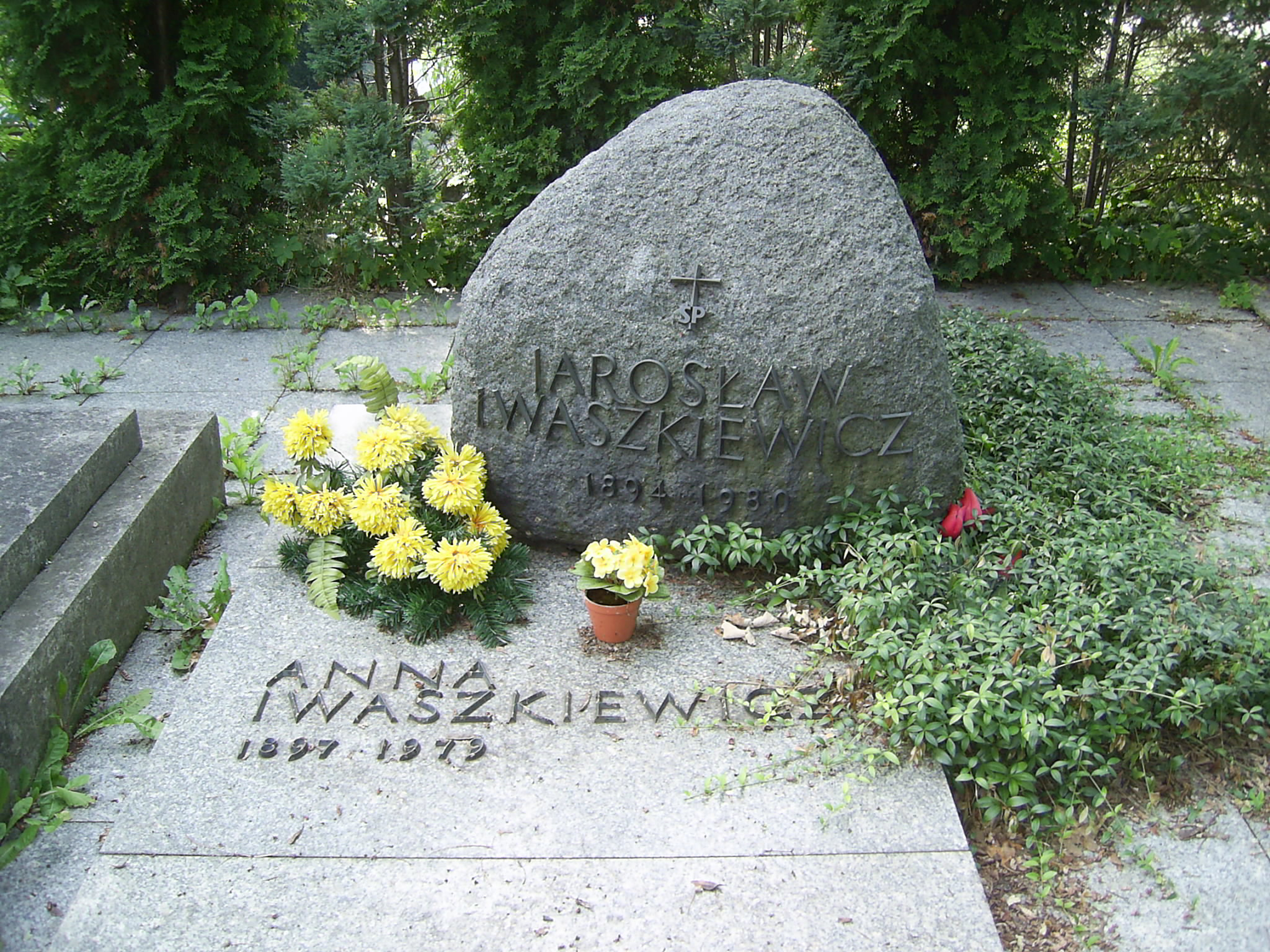
Mormântul lui Jarosław Iwaszkiewicz la cimitir în Brwinów

Jarosław Leon Iwaszkiewicz, pseudonim Eleuter (n. 20 februarie 1894, Kalnîk, Raionul Illinți, Regiunea Vinița, Ucraina – d. 2 martie 1980, Varșovia, Polonia) a fost un scriitor polonez (prozator, poet și eseist), traducător și libretist, cofondator al grupului artistic Skamander, colaborator al revistei „Wiadomości Literackie” („Știrile literare”), redactor al revistei „Twórczość” („Opera”).
Soția sa a fost scriitoarea și traducătoarea Anna Iwaszkiewiczowa. Au avut doi copii: Maria (n. 1924) și Teresa (n. 1928). Unul dintre rudele îndepărtate ale poetului a fost compozitorul Karol Szymanowski.

## Viață și activitate
Născut ca Leon Iwaszkiewicz, numit Jarosław de către familia cea mai apropiată (în actele oficiale apare abia după 1945). Tatăl lui, Bolesław și unchiul Zygmunt au luptat în insurecția poloneză din ianuarie. La aniversarea de 100 de ani de la începutul ei i-a dedicat lor povestirea „Heydenreich” . A început școala în 1902 în Varșovia, iar în 1904 s-a mutat cu familia sa în Elizawetgrad (astăzi Kirovohrad unde a făcut liceul. Din 1909 a locuit Kiev și învăța la liceul nr. 4. În acest loc, unde a cunoscut colegi talentați artistic (mai ales pe Mikołaj Niedźwiedzki, după cum se numea universitatea sa) și învățătorii au avut parte de primele încercări de creativitate, mai degrabă în domeniul de compunere a muzicii și de poezie. După bacalaureat a început să studieze la facultatea de drept a Universității din Kiev, însă n-a terminat-o. De asemenea a studiat la conservatorul de muzică din Kiev.
La sfârșitul liceului și la începutul studiilor a lucrat în calitate de meditator. La vremea respectiva călătorea destul de mult, vizitând curțile poloneze și rusești pe teritoriul Polonia și al Ucraina, care au fost inspirație pentru multe dintre operele sale. Foarte importantă din punct de vedere al operei sale a fost vizita în Byszewy lângă Łódź, unde a avut contact cu mediul de boierime de acolo. În 1918 a plecat în Varșovia din cauza haosului revoluționar care se răspândea în regiunea Kievului.
La începutul anilor '20 ai secolului XX a servit în al 221-lea regiment de infanterie din Ostrów Wielkopolski, compus în cele mai multe cazuri din voluntari (unul dintre colegii lui a fost Aleksander Wat). Din 1928 a stat cu soția sa în Podkowa Leśna, proprietatea Stawisko. Astăzi se află acolo muzeu.
Între anii 1923-1925 a fost secretarul președintelui Camerei Deputaților Maciej Rataj. Din 1927 a lucrat în diplomație. A oficiat ca secretar al ambasadei Republicii Poloneze în Copenhaga (1932-1935) și Bruxelles (1935-1936).
În timpul celui de-Al doilea Război Mondial a fost activ în structurile Statului Secret Polonez în departamentele de cultură și artă . A colaborat cu profesorul Lorentz la salvarea monumentelor de cultură. Toată perioada ocupației și mai ales după prăbușirea revoltei din Varșovia, vila din Stawisko a fost adăpost pentru mulți polonezi și evrei amenințați de arestări.
Între anii 1945-1946, 1947-1949 și 1959-1980 a ocupat funcția de președinte al Uniunii Scriitorilor Polonezi. Din martie 1947 până în decembrie 1948 publica revista „Nowiny Literackie” („Noutățile literare”), al cărei scop a fost continuarea tradiției „Știrilor Literare”. După război a avut mai multe mandate de deputat fără partid în Camera Deputaților din Polonia și președinte al Comitetului Polonez al Apărătorilor Păcii. Din 1958 a mai fost membru Prezidiului Frontului Unității Națiunii.
A fost înmormântat pe 5 martie 1980 (după dorința lui, în uniformă de miner) la cimitirul din Brwinów, lângă Varșovia.
Muzeul vieții și al operei lui Jarosław Iwaszkiewicz (Muzeul Annei și lui Jarosław Iwaszkiewicz) a fost deschis în vila din Stawisko după moartea scriitorului.
Jarosław Iwaszkiewicz a fost bisexual. Motivele homosexuale au fost menționate de către el în poeziile sale, precum și în proză. Iwaszkiewicz a tradus din Paul Valéry și Stefan George.

### Opera
A debutat în 1915 cu poemul Lilith în revista „Pióro” („Stiloul”) din Kiev. Prima carte a lui a fost Oktostychy (Octostihuri), publicată în 1919.

## Poezii
- Oktostychy (Octostihuri) – 1919
- Dionizje (Dionisii) – 1922
- Księga dnia i księga nocy. Poezje (Cartea zilei și cartea nopții. Poezii) – 1929
- Powrót do Europy (Întoarcere în Europa) – 1931
- Lato (Vară) – 1933
- Inne życie (Altă viață) – 1938
- Wiersze wybrane (Poezii alese) – 1946
- Warkocz jesieni i inne wiersze (Codița toamnei și alte poezii) – 1954
- Jutro żniwa (Mâine recoltă) – 1963
- Mapa pogody (Harta vremii) – 1977
- Muzyka wieczorem (Muzică seara) – 1980

## Romane, nuvele și povestiri
- Zenobia Palmura (roman poetic) – 1920
- Legendy i Demeter (Legende și Demetra) – 1921
- Ucieczka do Bagdadu (Evadare în Baghdad, roman) – 1923
- Księżyc wschodzi (Răsare luna, roman) – 1925
- Pejzaże sentymentalne (Peisaje sentimentale, povestiri și feuilletoane) – 1926
- Zmowa mężczyzn[10] (Conspirația bărbațiilor, roman) – 1930
- Panny z Wilka (Domnișoarele din Wilko, povestiri) – 1932
- Czerwone tarcze (Scuturile roșii, roman) – 1934
- Młyn nad Utratą (Moara de pe Utrata, povestiri) – 1936
- Dwa opowiadania (Două povestiri) – 1938
- Stara cegielnia. Młyn nad Lutynią (Cărămidăria cea veche.[11] Moara de pe Lutynia, povestiri) – 1946
- Nowa miłość i inne opowiadania (Iubirea nouă și alte povestiri) – 1946
- Nowele włoskie (Nuvelele italiene) – 1947
- Opowiadania. 1918–1953, t. I–II (Povestiri. 1918-1953, v. I-II) – 1954
- Tatarak i inne opowiadania (Obligeană și alte povestiri) – 1960
- Kochankowie z Marony[12] (Îndrăgostiții din Marona, roman) – 1961
- Sława i chwała[13] (Slavă și fală, roman), v. I – 1956; v. II – 1958; v. III – 1962
- Heydenreich. Cienie (Heydemreich. Umbre, povestiri) – 1964
- Ogrody (Grădini)  – 1974

## Piese de teatru
- Kochankowie z Werony. Tragedia romantyczna w trzech aktach (Iubitorii din Verona. Tragedie romantică în trei acte)  – 1929
- Lato w Nohant. Komedia w trzech aktach[14] (Vară în Nohant. Comedie în trei acte)  – 1937
- Maskarada. Melodramat w czterech aktach (Mascaradă. Melodramă în patru acte)  – 1939
- Odbudowa Błędomierza. Sztuka w trzech aktach (Reconstrucția lui Błędomierz. Piesă în trei acte)  – 1951
- Dzieła. Dramaty (Opere. Drame)  – 1958

## Librete
- Król Roger (Regele Roger)[15] – 1926

## Memorii
- Książka o Sycylii  (Carte despre Sicilia) – 1956
- Książka moich wspomnień (Cartea amintirilor mele)  – 1957
- Gniazdo łabędzi. Szkice z Danii (Cuibul lebedelor. Schițe din Danemarca) – 1962
- Portrety na marginesach (Portrete pe margini) – 2004

## Adaptări
- Maica Ioana a Îngerilor (film), 1961. Regia Jerzy Kawalerowicz

## Corespondență
- Jarosław Iwaszkiewicz, Teresa Jeleńska, Konstanty Jeleński[16], Corespondență – 2008

## Iwaszkiewicz în muzică
- 1979: Czesław Niemen[17], Nim przyjdzie wiosna[18] – textul piesei „Nim przyjdzie wiosna” (Înainte să vină primăvară)
- 1997: Grzegorz Turnau[19], Tutaj jestem[20] – textul piesei „Takiej drugiej nocy” (Cea a doua noapte)